# Stefan Bellmont
Stefan Bellmont (* 3. Mai 1989 in Cham, Kanton Zug) ist ein Schweizer Dartspieler und anhand internationaler Ergebnisse der bisher erfolgreichste seines Landes.

## Karriere
Stefan Bellmont trat 2015 erstmals in Erscheinung, als er den Halbfinal bei den Swiss Open der BDO erreichte. Bis 2019 spielte er bei dem Verband und qualifizierte sich drei Jahre zuvor bereits für das Winmau World Masters. In seinem letzten Jahr bei der BDO spielte er sich bis in den Achtelfinal des WDF World Cup vor. 2018 wurde er im Einzel und im Doppel Schweizer Meister, im Jahr darauf triumphierte er erneut im Doppel. Auch andere nationale Titel hat Bellmont vorzuweisen.
Im Januar 2019 versuchte sich Bellmont erstmals bei der PDC Qualifying School, konnte sich aber keine Tourkarte erspielen. Es folgte im Mai des Jahres die für einen Schweizer Dartspieler erstmalige Qualifikation für ein Event der European Darts Tour, beim Turnier in Sindelfingen unterlag er in der ersten Runde Jeffrey de Zwaan. Auch für die Turniere in Prag 2019 und Sindelfingen 2020 qualifizierte sich der Schweizer. Anfang 2021 startete Bellmont erneut bei der Q-School, nach der Qualifikation für die Final Stage gelang ihm der Tourkartengewinn allerdings nicht. Neben zwei weiteren European-Tour-Qualifikationen kam im April 2022 Bellmonts grösster Erfolg, als er in Hildesheim im Final des Challenge-Tour-Events 7 Karel Sedláček bezwingen und damit seinen ersten Titel bei der PDC gewinnen konnte.
Im Juni 2022 vertrat Bellmont an der Seite von Thomas Junghans erstmals die Schweiz beim World Cup of Darts, im Auftaktmatch kam nach vielen verpassten Chancen das Aus gegen Neuseeland. Erneut vertrat Bellmont die Schweiz beim WDF Europe Cup 2022. Im Einzel kam er dabei bis ins Achtelfinale, welches er knapp gegen Luke Littler verlor. Im Doppel kamen er und Thomas Junghans ebenfalls ins Achtelfinale. Im Januar 2023 versuchte er erneut, sich über die Q-School eine Tour Card zu erspielen, schied jedoch überraschend ohne Punkt in der First Stage aus. Am 5. Mai gewann er in der ersten Runde der Belgian Darts Open 2023 als erster Schweizer ein Spiel auf der European Darts Tour.
Beim World Cup of Darts 2023 überstand Bellmont, diesmal gemeinsam mit Marcel Walpen, nach zwei Niederlagen gegen Schweden und Italien die neu eingeführte Gruppenphase nicht. Ende September 2023 war Bellmont Teil des Schweizer Teams beim WDF World Cup 2023. Im Einzel schied er unter den letzten 32 gegen Carles Arola aus Katalonien aus. In der gleichen Runde war auch im Doppel an der Seite von Thomas Junghans Schluss. Mit dem Team ging es bis ins Achtelfinale, wo man Schottland mit 8:9 unterlag. Auch 2024 nahm Bellmont an der Q-School teil und erreichte dabei direkt am ersten Tag die Final Stage. In dieser schaffte er es am zweiten Tag bis ins Achtelfinale, was jedoch nicht für eine Tour Card ausreichte. Daraufhin gewann er das vierte Turnier der PDC Challenge Tour 2024 mit 5:0 im Finale gegen Pál Székely. Im April 2024 erreichte der Schweizer als Nachrücker erstmals ein Viertelfinale auf der Pro Tour.
Anfang Juni gewann Bellmont seinen ersten Titel bei der WDF, als er sich bis ins Finale der Helvetia Open im schweizerischen Kloten spielte. Dort siegte er mit 5:4 über den Waliser Mike Gillet, nachdem er zuvor im Halbfinale Matthew Edgar mit 4:3 geschlagen hatte.
Am 16. November 2024 spielte Bellmont den Western Europe Qualifier zur PDC World Darts Championship 2025. Er setzte sich dabei Spiel um Spiel durch und gewann auch das Finale gegen Jimmy van Schie mit 7:6. Somit nahm Bellmont als erster Schweizer an einer PDC-Weltmeisterschaft teil. Bei seinem WM-Debüt spielte er gegen den Niederländer Jermaine Wattimena und unterlag trotz eines 93er Averages mit 0:3.
Da Bellmont die Challenge Tour 2024 auf Rang 12 der Order of Merit abschloss, durfte er bei der European Q-School 2025 in der Final Stage starten. Mit insgesamt sechs Siegen erzielte er drei Punkte in der Rangliste, die jedoch nicht für eine Tour Card ausreichten.
Auf der PDC Challenge Tour 2025 stand Bellmont beim ersten Turnier im Finale, das fünfte Turnier gewann er.

## Titel

### PDC
- Secondary Tour Events
  - PDC Challenge Tour
    - PDC Challenge Tour 2022: 7
    - PDC Challenge Tour 2024: 4
    - PDC Challenge Tour 2025: 5, 14

### WDF
- Silber-Turniere
  - Helvetia Open: (1) 2024

## Weltmeisterschaftsresultate

### PDC
- 2025: 1. Runde (0:3-Niederlage gegen  Jermaine Wattimena)